# City of Karratha
City of Karratha – jednostka samorządu lokalnego w stanie Australia Zachodnia, położona na północno-zachodnim wybrzeżu Australii. Liczy 15 234 km² powierzchni i jest zamieszkiwane przez 16 423 osoby (2006). Największą miejscowością i ośrodkiem administracyjnym hrabstwa jest Karratha. Inne większe skupiska ludzkie to Cossack, Dampier, Point Samson, Roebourne, Whim Creek i Wickham.
Jednostka powstała w 1910 roku pod nazwą Roebourne Road District z połączenia trzech mniejszych jednostek. Po reformie administracyjnej z 1961 roku, uzyskała status hrabstwa (Shire of Roebourne). 1 lipca 2014 roku nadano status city i przemianowano jednostkę na City of Karratha.